# Східна брама (Делфт)
Східна брама (нід. Oostpoort — це середньовічна брама міста Делфт в нідерландській провінції Південна Голландія, вбудована в міську оборонну стіну близько 1400 року. Брама розташована у східному куті старого міста, в гирлі каналу Остенде на Рейн-Ші каналі. В центральній частині брами під відносно невисокою аркою є відкритий прохід, який обрамлений двома циліндричними вежами. Верхні частини кожної вежі були добудовані між 1514 і 1519 роками у вигляді восьмигранних призм, увінчаних високими шпилями.
Ця оригінальна пам'ятка середньовічних укріплень міста — єдина із восьми брам міста, яка збереглася до наших часів. Решта брам (нід. Rotterdamse Poort, Schiedamse Poort, Waterslootse Poort, Haagpoort, Koepoort) були знесені близько 1840 року. Східну браму залишили, оскільки вона в куті міста не заважала. Невеликий шматок фортечної стіни на північній стороні брами та статуя охоронця над брамою нагадують, що колись брама служила для захисту міста. Брама є чудовим прикладом цегляної готичної північноєвропейської архітектури.
Частиною комплексу Східної брами є з'єднаний з брамою міст  (нід. Kleine Oostpoortbrug) — залізний підйомний міст, побудований в 1514 році. Міст кілька разів реставрували. Після реставрації 1867 року під наглядом муніципального архітектора Делфта К. Дж. Де Брюйн Копса, він зі сталі та дерева набув сучасного вигляду. Пізніше, в 1903 р. його конструкцію було зміцнено додаванням залізних заклепок за проектом М. А. Хартмана. Дати цих двох реставрацій викарбувані на сталевих елементах мосту.
У період з 1962 по 1964 рік в комплексі проводились повні реставраційні роботи, а з 1988 року він використовується як виставковий простір та художня галерея.
У 1967 році комплекс Східної брами і Малого мосту був оголошений національною пам'яткою Нідерландів.
Цікавинкою є те, що в тематичному парку Huis ten Bosch в Сасебо, в префектурі Нагасакі в Японії відтворена копія Східних воріт та прилеглого підйомного Малого мосту Східної брами. Парк названий на честь королівського палацу Huis ten Bosch і відтворює копію нідерландського міста з характеристичними будинками, вулицями, каналами, мостами, вітряками. Він створений в 1993 році з метою відзначення дружніх стосунків, які існували між Нідерландами і Японією впродовж віків. 

## Галерея

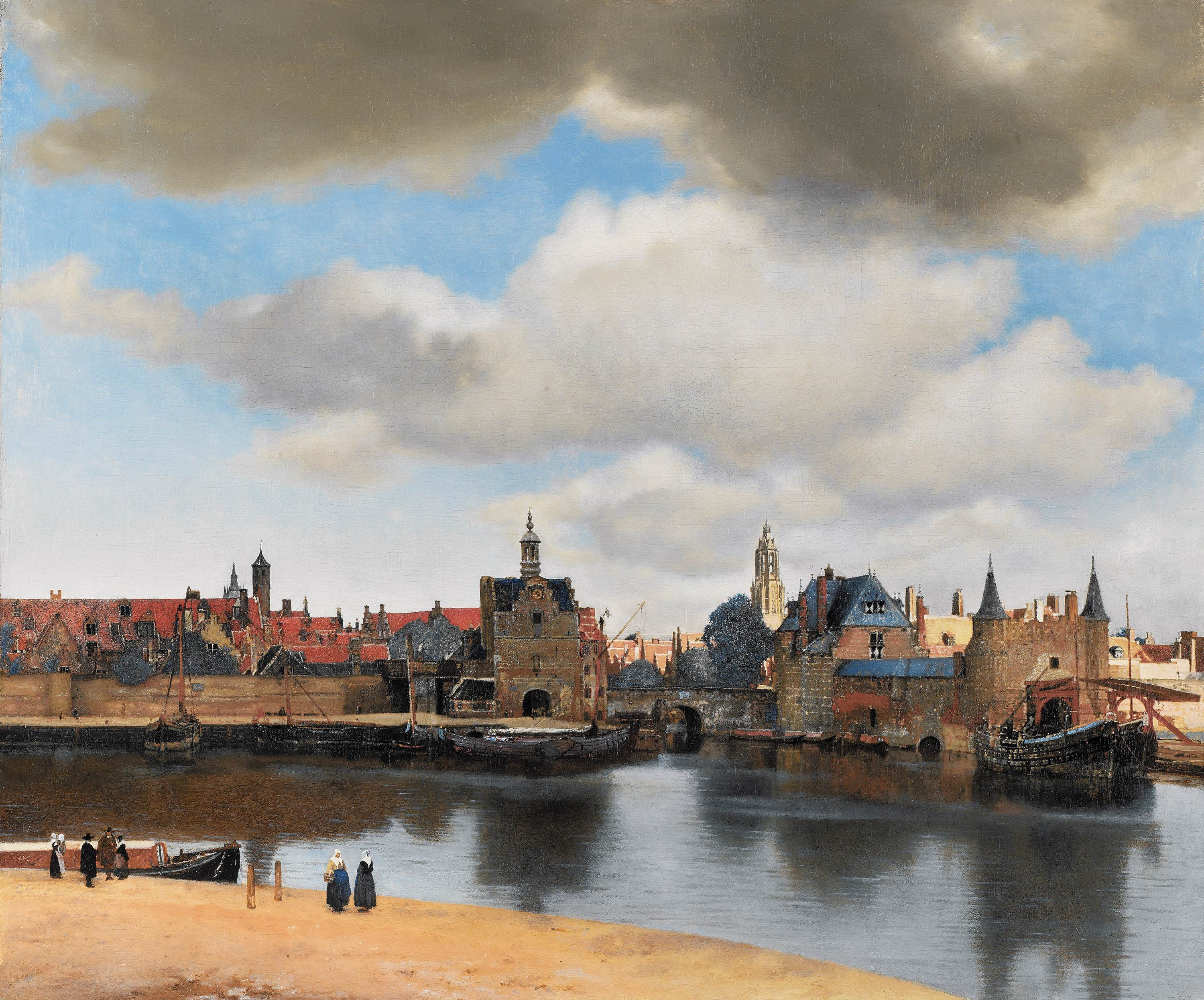
Погляд Яна Вермера на Делфт. На картині справа — Rotterdamse Poort, по центру — Schiedamse Poort
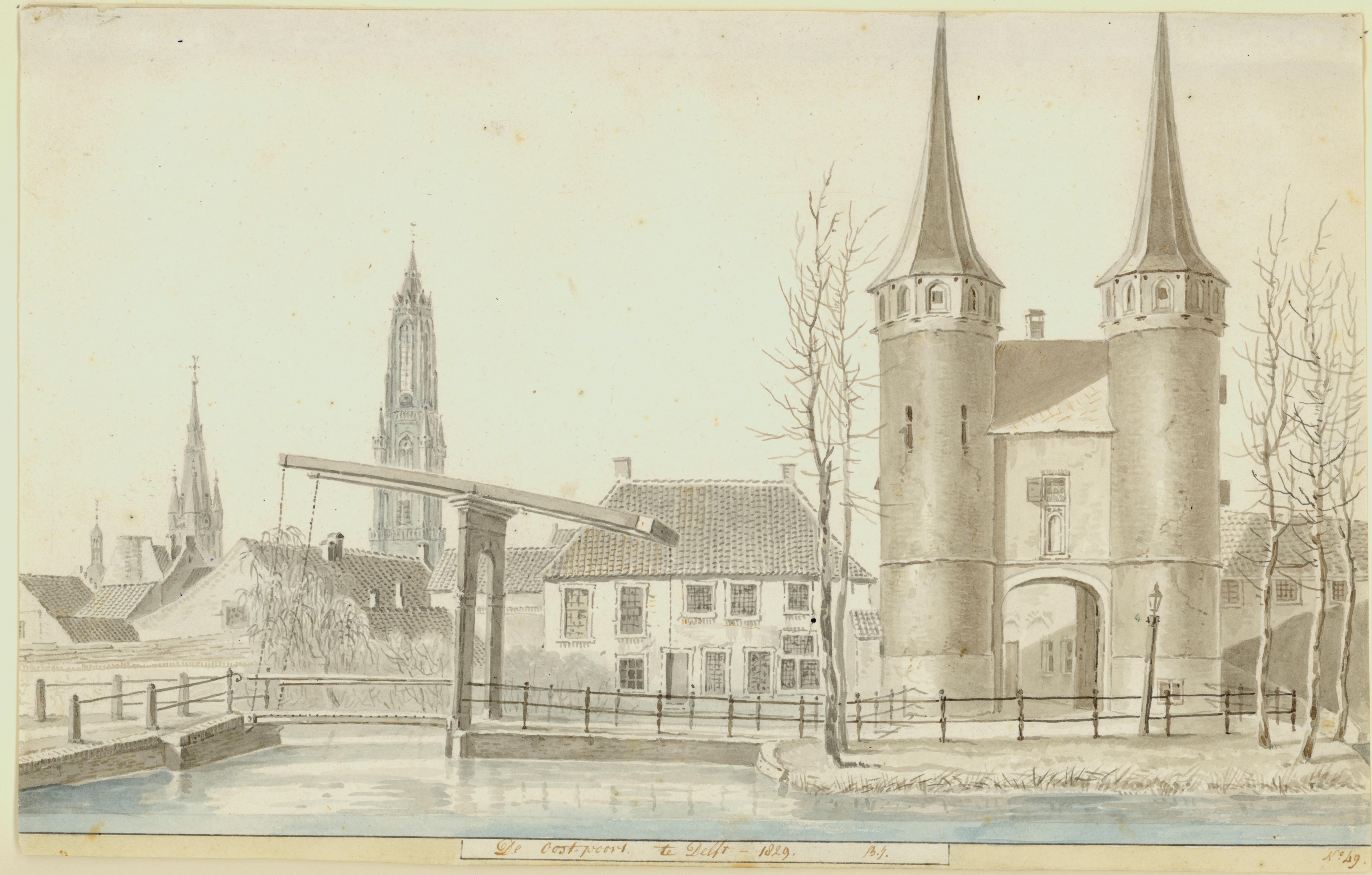
Балтазар Йоус, Східна брама Делфта в 1829 році
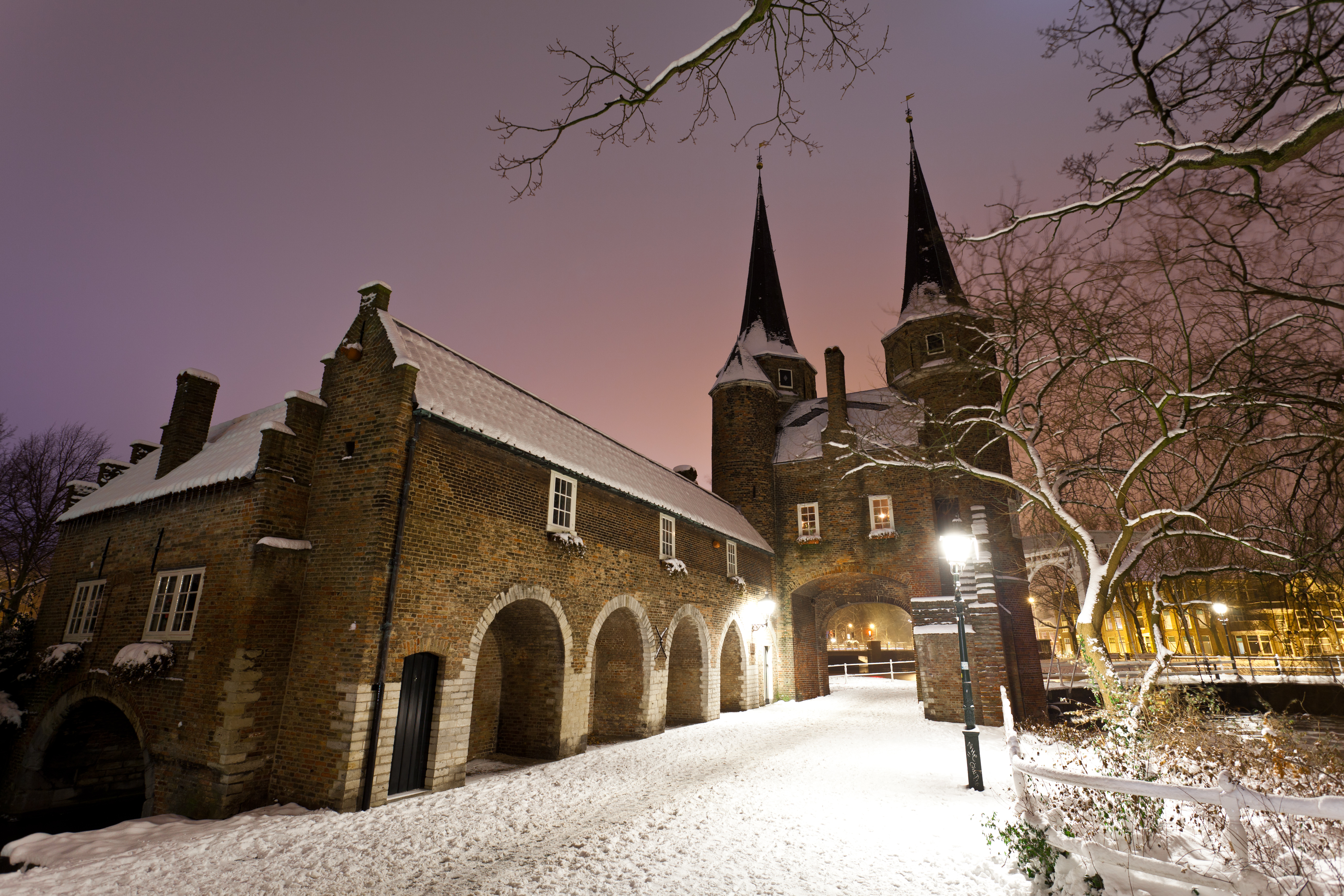
Виїзд через Східну браму на Малий міст
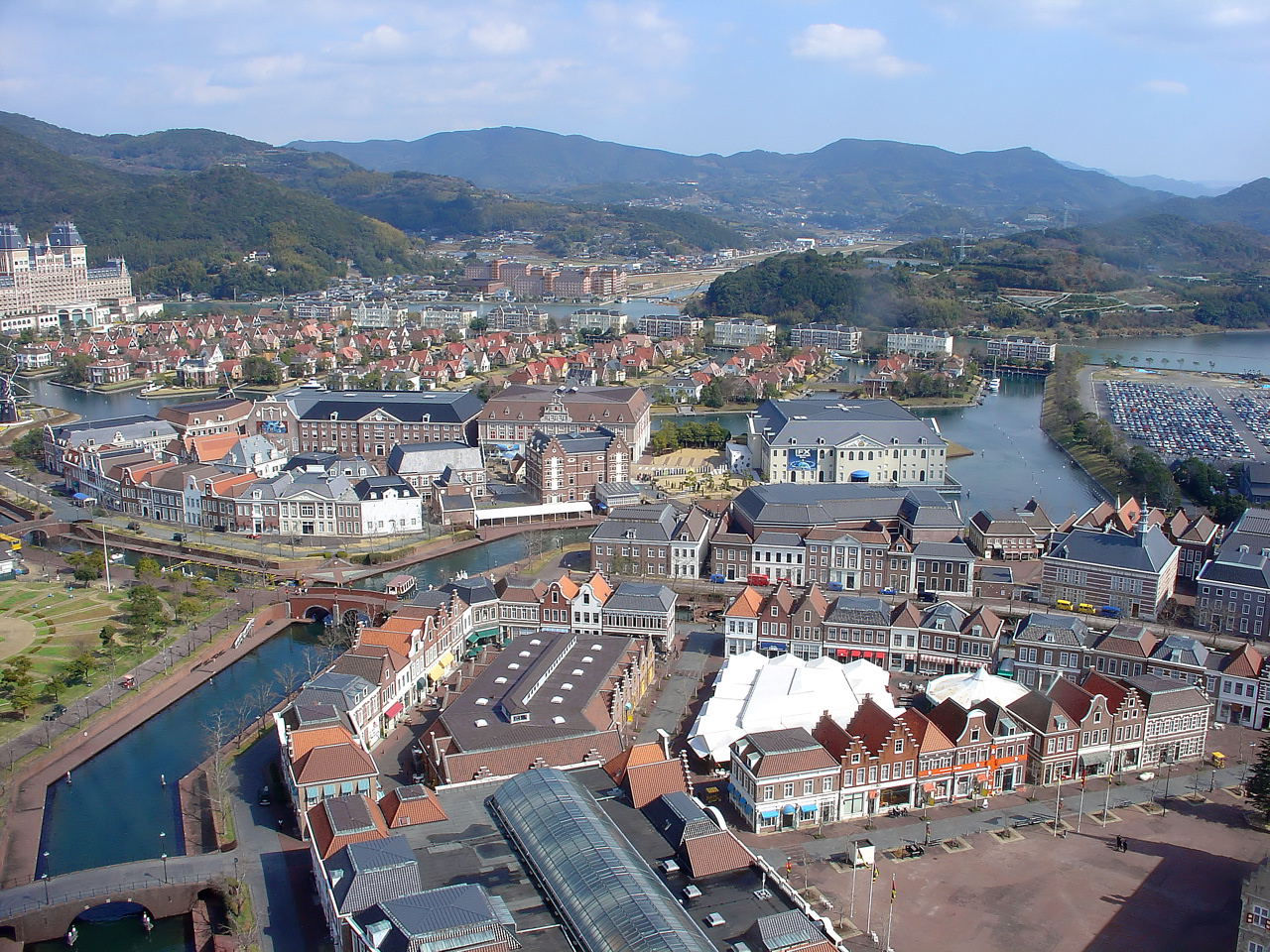
Панорама парку Huis ten Bosch